# 原烏日庄役場
原烏日庄役場是一棟興建於1929年的烏日庄廳舍建築，為日治時期烏日庄的行政中心，在戰後作為烏日鄉公所直至1978年，現在是臺中市警局烏日分局偵查隊辦公室。

## 介紹
臺灣的行政區劃在1920年改為州廳制，現今烏日區的前身—烏日庄就此成立，隸屬於臺中州大屯郡之下，其由合併原臺中廳的溪心垻區和烏日區而來。最初的烏日庄役場位在溪心垻地區，而現在的烏日庄役場在1929年才在現址興建，並於1932年完工，其建築南側的老樹為當時的烏日庄長鄭以春與書記楊春禧所植。烏日庄在戰後改制為烏日鄉，原烏日庄役場則作為烏日鄉公所沿用。由於辦公廳舍在後來不敷使用，便在1977年另新建了現在的烏日區公所，其於1978年7月啟用至今。在鄉公所遷出後，原建築由烏日鄉代會、烏日戶政事務所繼續使用，烏日分局偵查隊辦公室也在後來進駐。
烏日庄役場的南側為烏日警察官吏派出所，亦為台中市歷史建築。

## 建築特色

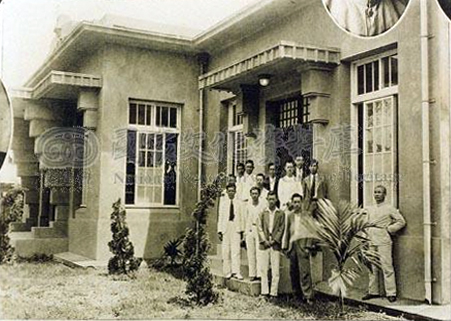
烏日庄役場原貌

原烏日庄役場原為一層樓的磚構造建築，入口山牆呈弧形階梯狀，為現代主義風格的特色，而外牆為水泥沙漿打毛。此建築在戰後增建為兩層樓，但入口玄關仍保有當初山牆與柱頭之設計。

## 外部連結
- 维基共享资源上的相關多媒體資源：原烏日庄役場